# Концерт для фортепіано з оркестром № 14 (Моцарт)
Концерт для фортепіано з оркестром № 14 мі-бемоль мажор (KV 449) Вольфганга Амадея Моцарта написаний 1784 року у Відні.
Складається з трьох частин:
1. Allegro vivace (близько хвилин)
2. Andantino (близько 6 хвилин)
3. Allegro ma non troppo (близько 6 хвилин)